# 国務総理 (大韓民国)

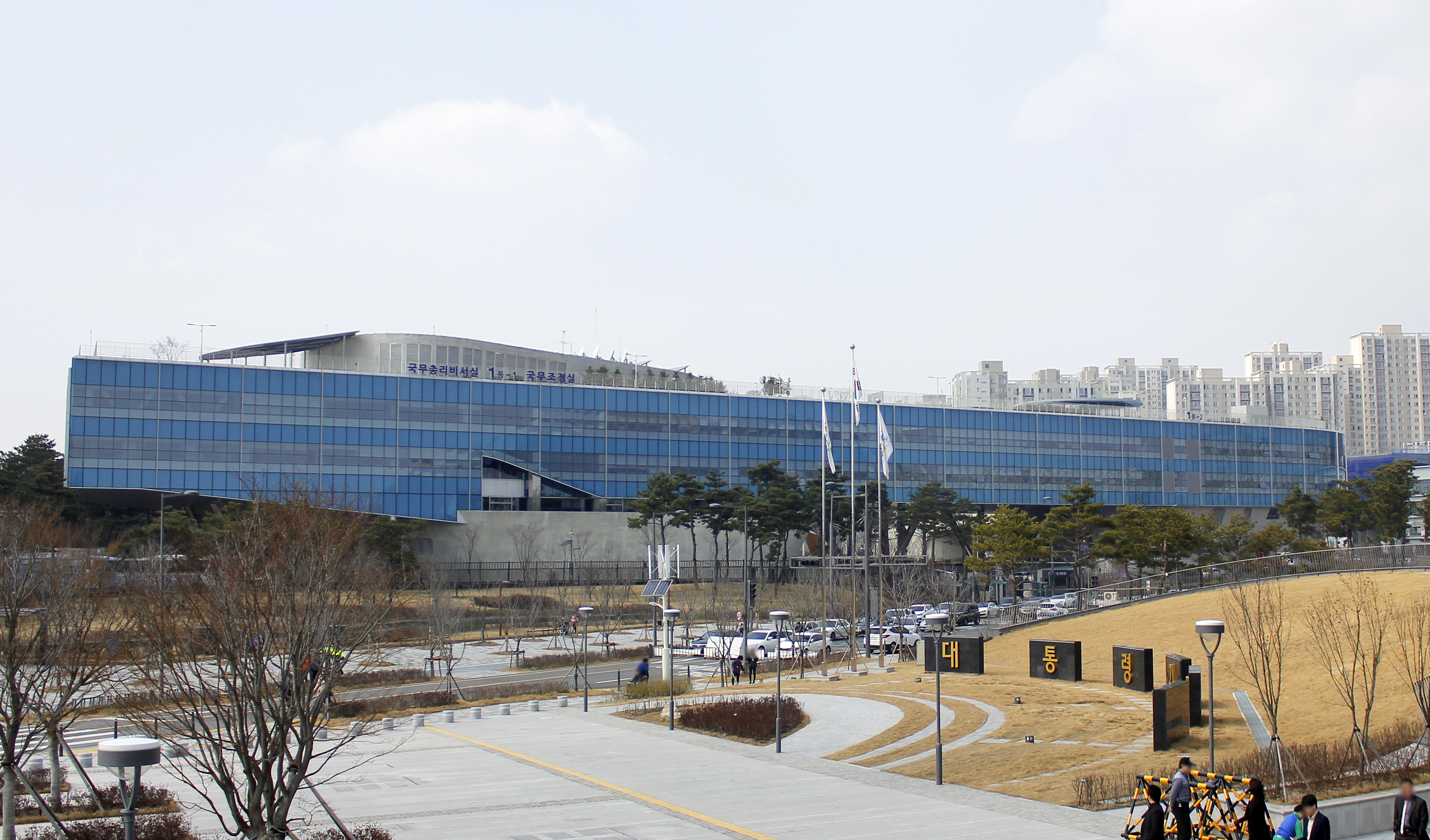
官邸である国務総理公館（世宗特別自治市）

国務総理（こくむそうり、韓国語: 국무총리）は、大韓民国において政府の長たる大統領を補佐する特別職公務員である。諸外国の首相に相当し、日本の報道などでも同様に表記される。

## 権限
大韓民国憲法の規定によれば、国務総理は大統領を補佐し、行政に関する大統領の命令を受け、各行政機関（部処庁）を統括する役割を有している（憲法第86条第2項）。
そのため、大統領が議長を務める国務会議（日本の閣議に相当）では副議長を務め（第88条第3項）、大統領が任命する国務委員（日本の国務大臣に相当）を提請する任を有する（第87条第1項）。また、国務総理は国務委員の解任を大統領に建議することもできる（第87条第3項）。尚、大統領が弾劾などによる欠位、或いは事故や病気により職務遂行不能状態に陥ったときには、国務総理が大統領の任務を代行する（第71条）。韓国の国家公務員法では、公務員を一般職と特別職に分類しており、国務総理は特別職の一部として扱われる。
政府樹立当時の政治状況から、大統領制と議院内閣制の折衷として設けられた（半大統領制）。従って首相に相当するものの、その権限は限定的である。例えば、国会の活動や運営を統率するのは国会議長であり、国務総理にはその権限や国会議員の資格はなく、また上記の通り行政の長としての権能も持たない。そのため、職責としては副大統領に近い。

## 選出
国務総理は、国会の同意を得て、大統領が任命する（憲法第86条第1項）。その方法は、大統領が被任命者に対する首相任命同意案を国会に提出し、国会が人事聴聞会や投票を行い可決した後に、大統領が被任命者を正式任命する手順となっている。この際、国会では国会定数の過半数以上の出席および、その出席議員の過半数が賛成することにより承認される(国会法第112条)。議院内閣制の場合と異なり、国務総理は国会議員である必要はない。国務総理となるための資格について明確に規定されていないが、一般的には、韓国国籍を有すること、公職選挙法違反や犯罪歴がないこと等が挙げられる。実質的な条件としては、政治家や官僚としての経験が豊富であること、国会の承認を得られるだけの支持があること、汚職やスキャンダルに関与していないこと、等が求められる。ただし、現役の韓国軍軍人は、国務総理に任命されることができない（第86条第3項）。退役した元軍人であれば法的には任命可能であるが、現実的には、歴史的背景や民主主義の原則、社会的な認識などの要因によって、その実現は非常に難しいとされる。多くの国務総理が政治家や官僚出身者だが、学者(経済学者、法学者)や行政専門家から国務総理になった人物もいる。

## 歴代総理
|                            |                              | 代                        | 人                              | 氏名                      | 任期                                                              | 出身・本籍     | 備考                                                                          |
| -------------------------- | ---------------------------- | ------------------------- | ------------------------------- | ------------------------- | ----------------------------------------------------------------- | -------------- | ----------------------------------------------------------------------------- |
| 第一 共和国 (李承晩 政権)  | 第一 共和国 (李承晩 政権)    | 1                         | 1                               | 李範奭 イ ボムソク        | 1948年7月31日 - 1950年4月20日                                     | ソウル特別市   |                                                                               |
| 第一 共和国 (李承晩 政権)  | 第一 共和国 (李承晩 政権)    | 代理                      | -                               | 申性模 シン・ソンモ       | 1950年4月21日 - 1950年11月22日                                    | 慶尚南道       | 初の国務総理代理。                                                            |
| 第一 共和国 (李承晩 政権)  | 第一 共和国 (李承晩 政権)    | 2                         | 2                               | 張勉 チャン・ミョン       | 1950年11月23日 - 1952年4月23日                                    | ソウル特別市   |                                                                               |
| 第一 共和国 (李承晩 政権)  | 第一 共和国 (李承晩 政権)    | 代理                      | -                               | 許政 ホ・ジョン           | 1951年11月6日 - 1952年4月9日                                      | 慶尚南道       |                                                                               |
| 第一 共和国 (李承晩 政権)  | 第一 共和国 (李承晩 政権)    | 代理                      | -                               | 李允栄 イ・ユニョン       | 1952年4月24日 - 1952年5月5日                                      | 平安南道       |                                                                               |
| 第一 共和国 (李承晩 政権)  | 第一 共和国 (李承晩 政権)    | 3                         | 3                               | 張沢相 チャン・テクサン   | 1952年5月6日 - 1952年10月5日                                      | 慶尚北道       |                                                                               |
| 第一 共和国 (李承晩 政権)  | 第一 共和国 (李承晩 政権)    | 代理                      | -                               | 白斗鎮 ペク・トゥジン     | 1952年10月9日 - 1953年4月23日                                     | 黄海道         |                                                                               |
| 第一 共和国 (李承晩 政権)  | 第一 共和国 (李承晩 政権)    | 4                         | 4                               | 白斗鎮 ペク・トゥジン     | 1953年4月24日 - 1954年6月17日                                     | 黄海道         |                                                                               |
| 第一 共和国 (李承晩 政権)  | 第一 共和国 (李承晩 政権)    | 5                         | 5                               | 卞栄泰 ビョン・ヨンテ     | 1954年6月27日 - 1954年11月28日                                    | ソウル特別市   |                                                                               |
| 第一 共和国 (李承晩 政権)  | 第一 共和国 (李承晩 政権)    | 臨時代理                  | -                               | 白漢成 ペク・ハンソン     | 1954年11月28日                                                    |                | 第二次憲法改正により、役職廃止。                                              |
| 第二 共和国                | 第二 共和国                  | 6                         | 6                               | 許政 ホ・ジョン           | 1960年6月15日 - 1960年8月18日                                     |                | 第二共和国憲法制定により、役職復活。                                          |
| 第二 共和国                | 第二 共和国                  | 7                         | 7                               | 張勉 チャン・ミョン       | 1960年8月19日 - 1961年5月17日                                     | ソウル特別市   | 2次。 軍事クーデターにより、憲法の効力停止。                                  |
| 国家再建 最高会議 （軍政） | 国家再建 最高会議 （軍政）   | 内閣首班                  | -                               | 張都暎 チャン・ドヨン     | 1961年5月20日 - 1961年7月2日                                      | 平安北道       | 国家再建最高会議議長を兼務。                                                  |
| 国家再建 最高会議 （軍政） | 国家再建 最高会議 （軍政）   | 内閣首班                  | -                               | 宋尭讃 ソン・ヨチャン     | 1961年7月3日 - 1962年6月15日                                      |                |                                                                               |
| 国家再建 最高会議 （軍政） | 国家再建 最高会議 （軍政）   | 内閣首班                  | -                               | 朴正煕 パク・チョンヒ     | 1962年6月18日 - 1962年7月9日                                      | 慶尚北道       | 国家再建最高会議議長を兼務。                                                  |
| 国家再建 最高会議 （軍政） | 国家再建 最高会議 （軍政）   | 内閣首班                  | -                               | 金顕哲 キム・ヒョンチョル | 1962年7月10日 - 1963年12月16日                                    | ソウル特別市   |                                                                               |
| 第三 共和国                | 第三 共和国                  | 8                         | 8                               | 崔斗善 チェ・ドゥソン     | 1963年12月17日 - 1964年5月9日                                     | ソウル特別市   | 元東亜日報社長。第三共和国憲法制定により、憲法の効力復活。                    |
| 第三 共和国                | 第三 共和国                  | 9                         | 9                               | 丁一権 チョン・イルグォン | 1964年5月10日 - 1970年12月20日                                    | 咸鏡北道       |                                                                               |
| 第三 共和国                | 第三 共和国                  | 10                        | 10                              | 白斗鎮 ペク・トゥジン     | 1970年12月21日 - 1971年6月3日                                     | 黄海道         | 2次。                                                                         |
| 第三 共和国                | 第三 共和国                  | 11                        | 11                              | 金鍾泌 キム・ジョンピル   | 1971年6月4日 - 1975年12月18日                                     | 忠清南道       | この間に、第四共和国（維新）憲法制定。                                        |
| 第四 共和国 （維新体制）   |                              | 11                        |                                 | 金鍾泌 キム・ジョンピル   | 1971年6月4日 - 1975年12月18日                                     | 忠清南道       | この間に、第四共和国（維新）憲法制定。                                        |
| 代理                       | -                            | 崔圭夏 チェ・ギュハ       | 1975年12月19日 - 1976年3月12日  | 江原道                    |                                                                   |                |                                                                               |
| 12                         | 12                           | 崔圭夏 チェ・ギュハ       | 1976年3月13日 - 1979年12月5日   | 江原道                    | 大統領死亡により、臨時大統領に就任。 辞職後、暫く国務総理不在に。 |                |                                                                               |
| 13                         | 13                           | 申鉉碻 シン・ヒョナク     | 1979年12月13日 - 1980年5月21日  | 慶尚北道                  | 就任前日に粛軍クーデター発生。                                    |                |                                                                               |
| 代理                       | -                            | 朴忠勲 パク・チュンフン   | 1980年5月22日 - 1980年9月1日    | 済州道                    |                                                                   |                |                                                                               |
| 代理                       | -                            | 南悳祐 ナム・ドグ         | 1980年9月2日 - 1980年9月21日    | 京畿道                    |                                                                   |                |                                                                               |
| 14                         | 14                           | 南悳祐 ナム・ドグ         | 1980年9月22日 - 1982年1月3日    |                           | この間に、第五共和国憲法制定。                                    |                |                                                                               |
| 14                         | 第五 共和国                  | 南悳祐 ナム・ドグ         | 1980年9月22日 - 1982年1月3日    |                           | この間に、第五共和国憲法制定。                                    |                |                                                                               |
| 代理                       | -                            | 劉彰順 ユ・チャンスン     | 1982年1月4日 - 1982年1月22日    | 平安南道                  |                                                                   |                |                                                                               |
| 15                         | 15                           | 劉彰順 ユ・チャンスン     | 1982年1月23日 - 1982年6月24日   |                           |                                                                   |                |                                                                               |
| 代理                       | -                            | 金相浹 キム・サンヒョプ   | 1982年6月25日 - 1982年9月20日   | 全羅北道                  |                                                                   |                |                                                                               |
| 16                         | 16                           | 金相浹 キム・サンヒョプ   | 1982年9月21日 - 1983年10月14日  | 全羅北道                  |                                                                   |                |                                                                               |
| 代理                       | -                            | 陳懿鍾 チン・ウィジョン   | 1983年10月15日 - 1983年10月16日 | 全羅北道                  |                                                                   |                |                                                                               |
| 17                         | 17                           | 陳懿鍾 チン・ウィジョン   | 1983年10月17日 - 1985年2月18日  |                           |                                                                   |                |                                                                               |
| 権限代行                   | -                            | 申秉鉉 シン・ビョンヒョン | 1984年11月7日 - 1985年2月18日   | 黄海道                    | 初の総理権限代行者。                                              |                |                                                                               |
| 代理                       | -                            | 盧信永 ノ・シニョン       | 1985年2月19日 - 1985年5月15日   | 平安南道                  |                                                                   |                |                                                                               |
| 18                         | 18                           | 盧信永 ノ・シニョン       | 1985年5月16日 - 1987年5月25日   |                           |                                                                   |                |                                                                               |
| 代理                       | -                            | 李漢基 イ・ハンギ         | 1987年5月26日 - 1987年7月13日   | ソウル特別市              |                                                                   |                |                                                                               |
| 代理                       | -                            | 金貞烈 キム・ジョンニョル | 1987年7月14日 - 1987年8月6日    | ソウル特別市              |                                                                   |                |                                                                               |
| 19                         | 19                           | 金貞烈 キム・ジョンニョル | 1987年8月7日 - 1988年2月24日    | ソウル特別市              | この間に、第六共和国憲法制定。                                    |                |                                                                               |
| 第 六 共 和 国             | 盧泰愚 政府 （盧泰愚 政権）  | 代理                      | -                               | 李賢宰 イ・ヒョンジェ     | 1988年2月25日 - 1988年3月1日                                      | 忠清南道       |                                                                               |
| 第 六 共 和 国             | 盧泰愚 政府 （盧泰愚 政権）  | 20                        | 20                              | 李賢宰 イ・ヒョンジェ     | 1988年3月2日 - 1988年12月4日                                      |                |                                                                               |
| 第 六 共 和 国             | 盧泰愚 政府 （盧泰愚 政権）  | 代理                      | -                               | 姜英勲 カン・ヨンフン     | 1988年12月5日 - 1988年12月15日                                    | 平安北道       |                                                                               |
| 第 六 共 和 国             | 盧泰愚 政府 （盧泰愚 政権）  | 21                        | 21                              | 姜英勲 カン・ヨンフン     | 1988年12月16日 - 1990年12月26日                                   | 平安北道       |                                                                               |
| 第 六 共 和 国             | 盧泰愚 政府 （盧泰愚 政権）  | 代理                      | -                               | 盧在鳳 ノ・ジェボン       | 1990年12月27日 - 1991年1月22日                                    | 慶尚南道       |                                                                               |
| 第 六 共 和 国             | 盧泰愚 政府 （盧泰愚 政権）  | 22                        | 22                              | 盧在鳳 ノ・ジェボン       | 1991年1月23日 - 1991年5月23日                                     | 慶尚南道       |                                                                               |
| 第 六 共 和 国             | 盧泰愚 政府 （盧泰愚 政権）  | 代理                      | -                               | 鄭元植 チョン・ウォンシク | 1991年5月24日 - 1991年7月7日                                      |                |                                                                               |
| 第 六 共 和 国             | 盧泰愚 政府 （盧泰愚 政権）  | 23                        | 23                              | 鄭元植 チョン・ウォンシク | 1991年7月8日 - 1992年10月7日                                      |                |                                                                               |
| 第 六 共 和 国             | 盧泰愚 政府 （盧泰愚 政権）  | 24                        | 24                              | 玄勝鍾 ヒョン・スンジョン | 1992年10月8日 - 1993年2月24日                                     | 平安南道       |                                                                               |
| 第 六 共 和 国             | 文民 政府 （金泳三 政権）    | 25                        | 25                              | 黄寅性 ファン・インソン   | 1993年2月25日 - 1993年12月16日                                    | 全羅北道       |                                                                               |
| 第 六 共 和 国             | 文民 政府 （金泳三 政権）    | 26                        | 26                              | 李会昌 イ・フェチャン     | 1993年12月17日 - 1994年4月21日                                    | 忠清南道       |                                                                               |
| 第 六 共 和 国             | 文民 政府 （金泳三 政権）    | 27                        | 27                              | 李栄徳 イ・ヨンドク       | 1994年4月30日 - 1994年12月16日                                    | 平安南道       |                                                                               |
| 第 六 共 和 国             | 文民 政府 （金泳三 政権）    | 28                        | 28                              | 李洪九 イ・ホング         | 1994年12月17日 - 1995年12月17日                                   | ソウル特別市   |                                                                               |
| 第 六 共 和 国             | 文民 政府 （金泳三 政権）    | 29                        | 29                              | 李寿成 イ・スソン         | 1995年12月18日 - 1997年3月4日                                     | 慶尚北道       | 元ソウル大学総長。法学者。                                                    |
| 第 六 共 和 国             | 文民 政府 （金泳三 政権）    | 30                        | 30                              | 高建 コ・ゴン             | 1997年3月5日 - 1998年3月2日                                       | 全羅北道       | 元ソウル市長。                                                                |
| 第 六 共 和 国             | 国民の 政府 （金大中 政権）  | 代理                      | -                               | 金鍾泌 キム・ジョンピル   | 1998年3月3日 - 1998年8月17日                                      |                |                                                                               |
| 第 六 共 和 国             | 国民の 政府 （金大中 政権）  | 31                        | -                               | 金鍾泌 キム・ジョンピル   | 1998年8月18日 - 2000年1月12日                                     |                | 2次。                                                                         |
| 第 六 共 和 国             | 国民の 政府 （金大中 政権）  | 32                        | 31                              | 朴泰俊 パク・テジュン     | 2000年1月13日 - 2000年5月18日                                     | 慶尚南道       |                                                                               |
| 第 六 共 和 国             | 国民の 政府 （金大中 政権）  | 代理                      | -                               | 李漢東 イ・ハンドン       | 2000年5月23日 - 2000年6月28日                                     | 京畿道         |                                                                               |
| 第 六 共 和 国             | 国民の 政府 （金大中 政権）  | 33                        | 32                              | 李漢東 イ・ハンドン       | 2000年6月29日 - 2002年7月10日                                     |                |                                                                               |
| 第 六 共 和 国             | 国民の 政府 （金大中 政権）  | 代理                      | -                               | 張裳 チャン・サン         | 2002年7月11日 - 2002年7月31日                                     |                |                                                                               |
| 第 六 共 和 国             | 国民の 政府 （金大中 政権）  | 代理                      | -                               | 張大煥 チャン・デファン   | 2002年8月9日 - 2002年8月28日                                      | ソウル特別市   |                                                                               |
| 第 六 共 和 国             | 国民の 政府 （金大中 政権）  | 代理                      | -                               | 金碩洙 キム・ソクス       | 2002年9月10日 - 2002年10月4日                                     | 慶尚南道       |                                                                               |
| 第 六 共 和 国             | 国民の 政府 （金大中 政権）  | 34                        | 33                              | 金碩洙 キム・ソクス       | 2002年10月5日 - 2003年2月26日                                     |                |                                                                               |
| 第 六 共 和 国             | 参与 政府 （盧武鉉 政権）    | 35                        | -                               | 高建 コ ・ゴン            | 2003年2月27日 - 2004年5月24日                                     |                | 2次。 大統領弾劾追訴期間中、大統領権限を代行。                                |
| 第 六 共 和 国             | 参与 政府 （盧武鉉 政権）    | 36                        | 34                              | 李海瓚 イ・ヘチャン       | 2004年6月30日 - 2006年3月15日                                     | 忠清南道       |                                                                               |
| 第 六 共 和 国             | 参与 政府 （盧武鉉 政権）    | 権限代行                  | -                               | 韓悳洙 ハン・ドクス       | 2006年3月16日 - 2006年4月19日                                     | 全羅北道       |                                                                               |
| 第 六 共 和 国             | 参与 政府 （盧武鉉 政権）    | 37                        | 35                              | 韓明淑 ハン・ミョンスク   | 2006年4月20日 - 2007年3月7日                                      | 平安南道平壌市 | 初の女性総理。                                                                |
| 第 六 共 和 国             | 参与 政府 （盧武鉉 政権）    | 権限代行                  | -                               | 権五奎 クォン・オギュ     | 2007年3月7日 - 2007年3月9日                                       | 江原道         |                                                                               |
| 第 六 共 和 国             | 参与 政府 （盧武鉉 政権）    | 38                        | 36                              | 韓悳洙 ハン・ドクス       | 2007年3月9日 - 2008年2月24日                                      |                |                                                                               |
| 第 六 共 和 国             | 李明博 政権                  | 39                        | 37                              | 韓昇洙 ハン・スンス       | 2008年2月25日 - 2009年9月28日                                     | 江原道         |                                                                               |
| 第 六 共 和 国             | 李明博 政権                  | 40                        | 38                              | 鄭雲燦 チョン・ウンチャン | 2009年9月29日 - 2010年8月11日                                     | 忠清南道       | 元ソウル大学総長。経済学者。                                                  |
| 第 六 共 和 国             | 李明博 政権                  | 権限代行                  | -                               | 尹増鉉 ユン・ジュンヒョン | 2010年8月11日 - 2010年10月1日                                     | 慶尚南道       |                                                                               |
| 第 六 共 和 国             | 李明博 政権                  | 41                        | 39                              | 金滉植 キム・ファンシク   | 2010年10月1日 - 2013年2月26日                                     | 全羅南道       |                                                                               |
| 第 六 共 和 国             | 朴槿恵 政権                  | 42                        | 40                              | 鄭烘原 チョン・ホンウォン | 2013年2月26日 - 2015年2月17日                                     | 慶尚南道       |                                                                               |
| 第 六 共 和 国             | 朴槿恵 政権                  | 43                        | 41                              | 李完九 イ・ワング         | 2015年2月17日 - 2015年4月27日                                     | 忠清南道       |                                                                               |
| 第 六 共 和 国             | 朴槿恵 政権                  | 権限代行                  | -                               | 崔炅煥 チェ・ギョンファン | 2015年4月27日 - 2015年6月18日                                     | 慶尚北道       |                                                                               |
| 第 六 共 和 国             | 朴槿恵 政権                  | 44                        | 42                              | 黄教安 ファン・ギョアン   | 2015年6月18日 - 2017年5月11日                                     | ソウル特別市   | 大統領弾劾追訴期間中、大統領権限を代行。                                      |
| 第 六 共 和 国             | 文在寅 政権                  | 権限代行                  | -                               | 柳一鎬 ユ・イルホ         | 2017年5月11日 - 2017年5月31日                                     | ソウル特別市   |                                                                               |
| 第 六 共 和 国             | 文在寅 政権                  | 45                        | 43                              | 李洛淵 イ・ナギョン       | 2017年5月31日 - 2020年1月14日                                     | 全羅南道       |                                                                               |
| 第 六 共 和 国             | 文在寅 政権                  | 46                        | 44                              | 丁世均 チョン・セギュン   | 2020年1月14日 - 2021年4月16日                                     | 全羅北道       |                                                                               |
| 第 六 共 和 国             | 文在寅 政権                  | 権限代行                  | -                               | 洪楠基 ホン・ナムギ       | 2021年4月16日 - 2021年5月13日                                     | 江原道         |                                                                               |
| 第 六 共 和 国             | 文在寅 政権                  | 47                        | 45                              | 金富謙 キム・ブギョム     | 2021年5月14日 - 2022年5月11日                                     | 慶尚北道       |                                                                               |
| 第 六 共 和 国             | 尹錫悦 政権                  | 権限代行                  | -                               | 秋慶鎬 チュ・ギョンホ     | 2022年5月12日 - 2022年5月20日                                     | 慶尚北道       |                                                                               |
| 第 六 共 和 国             | 尹錫悦 政権                  | 48                        | 36                              | 韓悳洙 ハン・ドクス       | 2022年5月21日 - 2024年12月27日                                    | 全羅北道       | 2次。 大統領弾劾追訴期間中、大統領権限を代行。 国会の弾劾訴追により職務停止。 |
| 第 六 共 和 国             | 尹錫悦 政権                  | 権限代行                  | -                               | 崔相穆 チェ・サンモク     | 2024年12月27日 - 2025年3月24日                                    | ソウル特別市   | 大統領弾劾追訴期間中、大統領権限を代行。                                      |
| 第 六 共 和 国             | 尹錫悦 政権                  | 48                        | 36                              | 韓悳洙 ハン・ドクス       | 2025年3月24日 - 2025年5月1日                                      | 全羅北道       | 2次。 弾劾訴追の棄却により職務復帰。 大統領弾劾追訴期間中、大統領権限を代行。 |
| 第 六 共 和 国             | 尹錫悦 政権                  | 権限代行                  | -                               | 李周浩 イ・ジュホ         | 2025年5月2日 - 2025年7月3日                                       | 慶尚北道       | 次期大統領選出まで大統領権限を代行。                                          |
| 第 六 共 和 国             | 国民主権政府 （李在明 政権） | 49                        | 46                              | 金民錫 キム・ミンソク     | 2025年7月3日 - 現職                                               | ソウル特別市   | 2025年6月4日に指名を受けた。                                                  |